# Point chaud de Rarotonga
Le point chaud de Rarotonga est un point chaud situé dans le sud de l’océan Pacifique. Il est à l'origine de la formation de Rarotonga et de certains éléments volcaniques d'Aitutaki, dans l'archipel des îles Cook.
En plus de deux îles, la composition des roches volcaniques des îles Samoa et du bassin de Lau a pu être modifiée par le point chaud de Rarotonga, et certains atolls et monts sous-marins des îles Marshall ont pu également être créés par lui.

## Géologie
Des plateaux océaniques et des chaînes volcaniques en lignes parsèment le plancher de l'océan Pacifique. Leur formation a été expliquée par des panaches mantelliques qui s'élèvent à partir de la limite noyau-manteau et s'étalent lors de leur remontée, formant une grande « tête » qui provoque une intense activité volcanique lorsqu'elle atteint la croûte terrestre. Ce volcanisme est responsable de la formation des plateaux océaniques. Plus tard, la « queue » restante du panache continue de s'élever et provoque la formation de chaînes volcaniques lorsque la croûte se déplace au-dessus, formant ainsi les chaînes linéaires.
Un certain nombre de points chauds sont — ou ont été — actifs dans l'océan Pacifique et certains d'entre eux peuvent être le produit de panaches mantelliques. D'autres, tels celui de Rarotonga, semblent n'avoir été actifs que pendant de courtes périodes ; beaucoup d'entre eux sont situés en Polynésie française, où se trouve un superbombement. Ce volcanisme de point chaud pourrait être le produit de processus peu profonds. Des recherches ultérieures ont cependant suggéré que les points chauds de Macdonald, de Rarotonga et d'Arago sont des points chauds à longue durée de vie, actifs dès le Crétacé ; ils pourraient avoir plus de cent millions d'années et, dans ce cas, être les plus anciens encore actifs du Pacifique. Ils  peuvent avoir construit ensemble les îles Cook et Australes, ce qui explique le chevauchement des âges de ces volcans.
La tomographie sismique a révélé des anomalies de faible vélocité sous le point chaud de Rarotonga, jusqu'à des profondeurs d'environ 100 kilomètres. Des recherches plus récentes indiquent qu'elles prennent leur source à environ 1 000 kilomètres de profondeur. L'anomalie se situe à plus de 80 kilomètres de profondeur et rien ne prouve qu'elle soit moins profonde. Le point chaud de Rarotonga et d'autres points chauds régionaux semblent être ancrés dans une structure profonde du manteau appelée « grande province à faible vitesse d'ondes de cisaillement ».

## Géomorphologie
Le point chaud de Rarotonga n'est lié de manière fiable qu'à la formation de Rarotonga et au volcanisme sur Aitutaki. Les structures volcaniques potentielles existant entre la fosse des Tonga et Rarotonga, qui pourraient avoir été formées par le même point chaud, sont peu étudiées. Rarotonga elle-même est jeune, mais il y a peu d'indications de volcanisme au sud-est ou au nord-ouest de celle-ci et aucune preuve de la position actuelle du point chaud.
Les volcans et structures candidats formés par le point chaud de Rarotonga ou influencés par lui sont les suivants :
- Rarotonga[2].
- Les matériaux volcaniques récents d'Aitutaki[13],[14], encore qu'un nouvel épisode volcanique ne peut être exclu[15].
- L'île Rose et le mont sous-marin Malulu ont pu être formés par le point chaud de Rarotonga, mais d'autres points chauds sont également candidats[16]. Le lien avec Rarotonga est étayé par des traits géochimiques[17].
- Le mont sous-marin Uo Mamae, à Samoa, partage des caractéristiques géochimiques avec le point chaud de Rarotonga et les reconstitutions du mouvement des plaques indiquent que la trajectoire du point chaud l'a traversé. Il est possible qu'il ait formé Uo Mamae et que des processus tectoniques locaux aient ensuite (il y a 940 000 ans) déclenché un rajeunissement volcanique[4].
- Plus globalement, la composition du rajeunissement volcanique de Samoa pourrait porter des traces de l'influence du point chaud de Rarotonga, qui a traversé cet archipel dans le passé[18].
- Les reconstitutions de la trajectoire du point chaud de Rarotonga impliquent qu'une partie des édifices qu'il a produit a été subduite dans la fosse des Tonga[19] ; les magmas d'arrière-arc ont donc pu finir par entraîner des matériaux autrefois produits par le point chaud de Rarotonga[4]. Les roches volcaniques de l'arrière-arc du bassin de Lau portent des traces d'une telle influence[5].
- Les îles Marshall ont connu une activité volcanique et géologique intense lors de leur passage au-dessus du point chaud de Rarotonga et des points chauds voisins[20] : 
  - Les caractéristiques géochimiques et la reconstitution des plaques relient la chaîne de Ralik au point chaud de Rarotonga il y a moins de 80 millions d'années[21].
  - Le guyot de Limalok était proche des points chauds de Rarotonga et d'Arago il y a 62 millions d'années. Les reconstitutions de plaques indiquent qu'Arago est l'origine de Limalok, tandis que les caractéristiques géochimiques correspondent le mieux à Rarotonga[22].
  - Le guyot Lo-En était sous l'influence du point chaud de Rarotonga entre il y a 85 et 74 millions d'années ; si une activité volcanique s'est produite à cette époque, elle peut être due à l'effet de ce point chaud. Il existe des preuves de l'activité volcanique du Campanien[23].
  - L'atoll Eniwetok était situé à proximité du point chaud de Rarotonga il y a environ 76,9 millions d'années ; cette date correspond à l'âge radiométrique obtenu sur le volcan supérieur[23].
  - Un groupe de volcans près d'Eniwetok et d'Ujlan pourrait avoir été créé par le point chaud de Rarotonga [24].
  - L'activité volcanique de Wōdejebato coïncide avec une période où les points chauds de Rarotonga, d'Arago et de la Société étaient tous trois situés à proximité du mont sous-marin[23].
- Les caractéristiques géochimiques et la reconstitution des plaques relient les monts sous-marins de Magellan au point chaud de Rarotonga il y a moins de 80 millions d'années[21].
- La province magmatique des monts sous-marins du Pacifique occidental est considérée comme la trajectoire du point chaud de Rarotonga au Crétacé[4], mais ses éléments les plus anciens semblent être légèrement décalés au nord de la trajectoire reconstituée[25]. Certains monts sous-marins situés sur cette trajectoire partagent des caractéristiques géochimiques avec le point chaud, mais avec des rapports isotopiques de plomb différents[26].
- Le guyot Hemler présente des rapports isotopiques similaires à ceux de Rarotonga et sa position reconstituée correspond à celle du point chaud de Rarotonga[27].